# Carola Dauber
Carola Dauber (* 16. November 1898 in Kaiserslautern; † 3. Oktober 1985 ebenda) war eine deutsche Politikerin (SPD).

## Leben
Carola Dauber wurde als jüngste von drei Töchtern des Kaufmanns Friedrich Wilhelm Schneider und seiner Frau Louise, geb Kuby in Kaiserslautern geboren. Sie besuchte die Volksschule und die Höhere Weibliche Bildungsanstalt (HWB) in Kaiserslautern. Nach der mittleren Reife beendete sie die Schule, war Hausfrau und half dem Vater im Geschäft, denn die Mutter war 1901 früh verstorben. Am 22. Mai 1920 heiratete sie den Lehrer Walter Dauber, 1921 wurde ihr Sohn Wolfgang geboren. Sohn und Vater meldeten sich freiwillig als Soldaten, der Sohn fiel im Oktober 1941, ihr Mann gilt seit Juni 1944 als vermisst. Darüber hinaus erlebte Carola Dauber die Zerstörung von Kaiserslautern durch die Bombenangriffe.
Familie Dauber hatte in den Kaiserslauterer Ortsteilen Morlautern und Erzhütten und dann in Kaiserslautern selbst gewohnt, Carola Dauber zog 1945 nach Trippstadt, 1961 nach Schopp. Von dort kam sie 1980 nach Kaiserslautern zurück ins Alex-Müller-Heim.
Über ihr Leben sagte sie: „Der Schicksalsschlag hat mich arm gemacht an mir selber, aber reich gemacht, daß ich anderen helfen konnte.“

## Politik
Carola Dauber wurde 1946 Mitglied der SPD und die erste Ortsvorsitzende der SPD in Trippstadt nach dem Ende des Nationalsozialismus. Sie war Mitglied des SPD-Bezirksvorstands der Pfalz und Vorsitzende der SPD-Frauengruppe Kaiserslautern. Kommunalpolitisch engagierte sie sich als Mitglied des Gemeinderats Trippstadt und 1951 bis 1960 als Mitglied des Kreistags Kaiserslautern und des Kreisausschusses.
Am 5. Oktober 1951 rückte sie für den ausgeschiedenen Abgeordneten Willy Odenthal in das Landesparlament nach und blieb bis 1963 Landtagsabgeordnete in Rheinland-Pfalz. Im Landtag war sie Mitglied im Ausschuss für Sozialpolitik und Fragen der Vertriebenen. Otto Schmidt, Staatssekretär, bezeichnete Carola Dauber als das „soziale Gewissen der Fraktion“. 1959 war sie Mitglied der 3. Bundesversammlung.
Nach dem Zweiten Weltkrieg trat Carola Dauber dem Verband der Kriegsbeschädigten, Kriegshinterbliebenen und Sozialrentner (VdK) in Rheinland-Pfalz bei und arbeitete hier als Landeshinterbliebenenbetreuerin. 1963/64 wurde sie Landesvorsitzende des VdK in Rheinland-Pfalz, nachdem sie bereits zuvor stellvertretende Landesvorsitzende gewesen war.
Gemeinsam mit Pfarrer Theodor Friedrich, der im Auftrag der Evangelischen Kirche in Deutschland den deutschen Kriegsgefangenen in Frankreich beistand, setzte sie sich für deren Freilassung bzw. Haftverbesserung und die Versorgung der Angehörigen ein. Im Rahmen ihres Einsatzes für die Arbeit der Kriegsgräberfürsorge besuchte sie in den Jahren 1960 und 1961 Kriegsgräberfriedhöfe in sieben europäischen Ländern und entzündete dort im Auftrag des VdK-Deutschland die von Papst Pius XII. gestiftete „Lampe der Brüderlichkeit“.
Schon als Jugendliche fasziniert von Bertha von Suttners „Die Waffen nieder“ und inspiriert durch Begegnungen mit Martin Niemöller, Helmut Gollwitzer, Karl Groß und Heinz Wilhelmy setzte sie sich für Frieden und Völkerverständigung und gegen die Wiederbewaffnung ein. Innerhalb der protestantischen Landeskirche der Pfalz unterstützte sie die Gruppe „Frauen wagen Frieden“.
Ihr soziales Engagement galt auch der Arbeiterwohlfahrt (AWO), deren Kreisvorsitzende sie nach 1949 für zehn Jahre lang war. Carola Dauber kümmerte sich um die Verteilung von Paketen an notleidende Personen, half bei der Einrichtung von Nähstuben mit, nahm sich der Flüchtlingsfamilien an, vermittelte Müttern, Kindern und alten Menschen Erholungsaufenthalte und kümmerte sich um den Ausbau von Kinder- und Mütter-Erholungsheimen in Rheinland-Pfalz. Um 1960 begründete sie das SOS-Kinderdorf in Eisenberg mit und wurde aufgrund ihres Engagements vom SOS Kinderdorf-Verein zum Ehrenmitglied ernannt.

## Ehrungen
- Freiherr-vom-Stein-Plakette (Rheinland-Pfalz) (1958)
- Bundesverdienstkreuz Erster Klasse
- Großes Bundesverdienstkreuz (1969)